# غردينية شوفالييرية
غردينية شوفالييرية (الاسم العلمي:Gardenia chevalieri) هي نوع من النباتات يتبع جنس غردينية من الفصيلة الفوية.